# Olympische Sommerspiele 2000/Kanu – Einer-Kajak 500 m (Männer)
Die Wettkämpfe im Einer-Kajak über 500 Meter bei den Olympischen Sommerspielen 2000 wurden vom 27. September bis 1. Oktober 2000 auf der Strecke im Sydney International Regatta Centre ausgetragen.

## Ergebnisse

### Vorläufe
Bei den drei Vorläufen am 27. September erreichten die ersten sechs Boote der jeweiligen Läufe das Halbfinale. Von den restlichen Booten kamen die drei Zeitbesten weiter.

#### Vorlauf 1
| Rang | Athleten         | Nation         | Zeit         |
| ---- | ---------------- | -------------- | ------------ |
| 1    | Ákos Vereckei    | Ungarn         | 1:42,089 min |
| 2    | Ian Wynne        | Großbritannien | 1:42,779 min |
| 3    | Ognjen Filipović | BR Jugoslawien | 1:43,097 min |
| 4    | Róbert Erban     | Slowakei       | 1:43,109 min |
| 5    | Antonio Scaduto  | Italien        | 1:43,289 min |
| 6    | Anders Svensson  | Schweden       | 1:43,349 min |
| 7    | Alvydas Duonėla  | Litauen        | 1:43,887 min |
| 8    | Roger Caumo      | Brasilien      | 1:49,955 min |

#### Vorlauf 2
| Rang | Athleten         | Nation      | Zeit         |
| ---- | ---------------- | ----------- | ------------ |
| 1    | Petar Merkow     | Bulgarien   | 1:40,227 min |
| 2    | Michael Kolganov | Israel      | 1:40,275 min |
| 3    | Jovino González  | Spanien     | 1:40,761 min |
| 4    | Lutz Liwowski    | Deutschland | 1:41,091 min |
| 5    | Alan van Coller  | Südafrika   | 1:41,805 min |
| 6    | Pavel Hottmar    | Tschechien  | 1:44,391 min |
| 7    | Sergey Sergin    | Kasachstan  | 1:47,253 min |

#### Vorlauf 3
| Rang | Athleten             | Nation     | Zeit         |
| ---- | -------------------- | ---------- | ------------ |
| 1    | Grzegorz Kotowicz    | Polen      | 1:40,204 min |
| 2    | Knut Holmann         | Norwegen   | 1:40,990 min |
| 3    | Nathan Baggaley      | Australien | 1:41,854 min |
| 4    | Wladimir Gruschichin | Armenien   | 1:42,430 min |
| 5    | Mihai Apostol        | Kanada     | 1:42,562 min |
| 6    | Anton Ryakhov        | Usbekistan | 1:42,694 min |
| 7    | Hain Helde           | Estland    | 1:42,772 min |
| 8    | Nader Eivazi         | Iran       | 1:49,306 min |

#### Vorlauf 4
| Rang | Athleten              | Nation             | Zeit         |
| ---- | --------------------- | ------------------ | ------------ |
| 1    | Javier Correa         | Argentinien        | 1:41,557 min |
| 2    | Kimmo Latvamäki       | Finnland           | 1:42,535 min |
| 3    | Geza Magyar           | Rumänien           | 1:42,733 min |
| 4    | Stein Jorgensen       | Vereinigte Staaten | 1:44,185 min |
| 5    | Anatoli Tischtschenko | Russland           | 1:44,707 min |
| 6    | Nam Sung-ho           | Südkorea           | 1:45,163 min |
| 7    | Adrian Bachmann       | Schweiz            | 1:45,187 min |
| 8    | Gary Mawer            | Irland             | 1:49,705 min |

### Halbfinale
Die jeweils drei schnellsten Athleten der Halbfinals erreichten den Endlauf.

#### Halbfinale 1
| Rang | Athleten         | Nation             | Zeit         |
| ---- | ---------------- | ------------------ | ------------ |
| 1    | Ákos Vereckei    | Ungarn             | 1:39,574 min |
| 2    | Knut Holmann     | Norwegen           | 1:39,964 min |
| 3    | Michael Kolganov | Israel             | 1:40,426 min |
| 4    | Geza Magyar      | Rumänien           | 1:41,482 min |
| 5    | Pavel Hottmar    | Tschechien         | 1:41,920 min |
| 6    | Antonio Scaduto  | Italien            | 1:43,432 min |
| 7    | Mihai Apostol    | Kanada             | 1:43,444 min |
| 8    | Stein Jorgensen  | Vereinigte Staaten | 1:44,182 min |
| 9    | Hain Helde       | Estland            | 1:45,916 min |

#### Halbfinale 2
| Rang | Athleten             | Nation         | Zeit         |
| ---- | -------------------- | -------------- | ------------ |
| 1    | Petar Merkow         | Bulgarien      | 1:40,008 min |
| 2    | Alvydas Duonėla      | Litauen        | 1:40,368 min |
| 3    | Alan van Coller      | Südafrika      | 1:40,656 min |
| 4    | Nathan Baggaley      | Australien     | 1:40,884 min |
| 5    | Kimmo Latvamäki      | Finnland       | 1:41,640 min |
| 6    | Róbert Erban         | Slowakei       | 1:42,300 min |
| 7    | Ognjen Filipović     | BR Jugoslawien | 1:43,434 min |
| 8    | Nam Sung-ho          | Südkorea       | 1:46,008 min |
| —    | Wladimir Gruschichin | Armenien       | DSQ          |

#### Halbfinale 3
| Rang | Athleten              | Nation         | Zeit         |
| ---- | --------------------- | -------------- | ------------ |
| 1    | Lutz Liwowski         | Deutschland    | 1:40,586 min |
| 2    | Jovino González       | Spanien        | 1:41,168 min |
| 3    | Grzegorz Kotowicz     | Polen          | 1:41,198 min |
| 4    | Ian Wynne             | Großbritannien | 1:41,485 min |
| 5    | Anatoli Tischtschenko | Russland       | 1:42,548 min |
| 6    | Javier Correa         | Argentinien    | 1:42,784 min |
| 7    | Anders Svensson       | Schweden       | 1:43,070 min |
| 8    | Anton Ryakhov         | Usbekistan     | 1:43,292 min |
| 9    | Adrian Bachmann       | Schweiz        | 1:45,866 min |

### Finale
| Rang | Athleten          | Nation      | Zeit         |
| ---- | ----------------- | ----------- | ------------ |
| 1    | Knut Holmann      | Norwegen    | 1:57,847 min |
| 2    | Petar Merkow      | Bulgarien   | 1:58,393 min |
| 3    | Michael Kolganov  | Israel      | 1:59,563 min |
| 4    | Ákos Vereckei     | Ungarn      | 2:00,145 min |
| 5    | Lutz Liwowski     | Deutschland | 2:00,259 min |
| 6    | Jovino González   | Spanien     | 2:03,889 min |
| 7    | Alvydas Duonėla   | Litauen     | 2:04,591 min |
| 8    | Alan van Coller   | Südafrika   | 2:04,981 min |
| 9    | Grzegorz Kotowicz | Polen       | 2:07,711 min |